# ポール・ラインシュ
ポール・サミュエル・ラインシュ（Paul Samuel Reinsch, 1869年6月10日 - 1923年1月26日）は、アメリカ合衆国の政治学者・植民政策学者で外交官。駐北京アメリカ公使ののち北京政府の最高顧問を務め、20世紀初期の米国における極東問題の権威。

## 概要
ドイツからの移民の子としてウィスコンシン州ミルウォーキーで生まれ、1894年にウィスコンシン大学マディソン校を卒業。学位論文の題目は「初期アメリカ植民地におけるイギリス・コモンロー」で、アメリカ植民地の形成過程において、植民地の現状に合わせてイギリスの法制度が変化しながら受容されたことを明らかにするものであった。そのまま同校に残り、1901年に教授に昇進。この時代の教え子に日本からの留学生山本美越乃がいる。1913年、ウィルソン大統領に誘われて北京駐在のアメリカ公使となり、1919年まで在任。その後、北京政府の最高顧問として活躍し、当地で没した。
ラインシュは大日本帝国を、悪の体現者、自由と民主主義の敵、そして将来のすべての世界紛争の原因と見なしていた。
対華21カ条要求の際には、北京政府の外交部と絶えず連絡をとり、日本政府の裏をかく手段について助言を与えた。
日本に対抗することのみを目的に、アメリカの投資を中国に誘致することに努めたが、シームス・カレー商会の北京政府との鉄道借款が失敗すると、ラインシュは「日本は世界戦争を利用して中国を財政的に従属国にしようとしている」と主張した。旅順大連回収運動の旗振り役であった。

## 著書
- English common law in the early American colonies, University of Wisconsin, 1899.
- World politics: At the end of the ninteenth Century. As influenced by the oriental situation, Macmillan, 1900.
  - 『帝國主義論』、高田早苗訳、東京專門學校出版部, 1901
- Colonial government: an introduction to the study of colonial institutions, Macmillan, 1902.
- Colonial administration, Macmillan, 1905. 
  - 『殖民政策』、松岡正男・田宮弘太郎訳、同文館, 1910
- Public international unions: their work and organization; A study in international administrative law, Ginn, 1911.
- Intellectual and political currents in the Far East, Mifflin, 1911.
- American legislatures and legislative methods, Century, 1920.
- An American diplomat in China, Doubleday, 1922.
  - 『日米戦争の起点をつくった外交官』、田中秀雄訳、芙蓉書房出版, 2022
- Secret diplomacy: how far can it be eliminated?, Allen, 1922.

### 編著
- Readings on American federal government, Ginn, 1909.